# Herb powiatu gołdapskiego
Herb powiatu gołdapskiego – jeden z symboli powiatu gołdapskiego, ustanowiony 28 czerwca 2007.

## Wygląd i symbolika
Herb przedstawia na tarczy w polu srebrnym trzy czarne orły, ze złotym ukoronowanym monogramem S na piersi, ze złotą przepaską zakończoną trójliściem przez skrzydła oraz takimże dziobem, językiem i szponami, w układzie 2 i 1. Czarny orzeł ze złotym monogramem jest herbem Prus Książęcych nadanym w 1525 r. przez króla Zygmunta I Starego lennikowi Albrechtowi Hohenzollernowi.